# Ґеруси
Ґеруси — колишнє село у Яворівському районі. Відселене у зв'язку з утворенням Яворівського військового полігону. Поруч знаходяться колишні села Микіщаки, Калили, Велика Вишенька, Річки, Під Лугом, озеро Малюшевське, на південний захід — село Верещиця.